# Zengin Mutfağı
Zengin Mutfağı (en turc, La cuina del ric) és una pel·lícula turca del 1988 dirigida per Başar Sabuncu basada en l'obra homònima de Vasıf Öngören. Protagonitzada per Şener Şen al paper principal, qui també va interpretar-lo al teatre, la pel·lícula també ofereix missatges polítics alhora que explica la vida dels qui treballen en una llar adinerada.

## Argument
Lütfü Usta (Şener Şen) és el cuiner de la casa del ric empresari Kerim Bey. Quan es desperta un matí, s'adona que no hi ha ningú a casa. La noia que treballa per a ell (Nilüfer Açıkalın) es va comprometre aquell dia. Però el seu portaveu, Selim (Okday Protected) tampoc no es veu enlloc. El conductor, que arriba en aquell moment, s’assabenta pel germà de Seyfi que els treballadors estan en vaga i marxen, i que el cap va marxar a Europa per si de cas. Selim i la noia es prometen. L'ambient es calma i Kerim Bey torna. Lütfü Usta s'enfada perquè ha de cuinar menjar especial per al gos llop entrenat que ha portar.
Tement de ser assassinat, Selim es refugia amb Lütfü Usta. Kerim Bey, amb qui va parlar Lütfü Usta, envia aquest jove "ciutadà informador" a un campament especial. Quan Selim torna, canvia i es va converteix en una persona agressiva. El mestre Lütfü enverina el gos llop. Pensant que només ho farien els anarquistes (!), Selim investiga i sospita de la seva promesa. Kerim Bey porta dos gossos més. La jove creu que se sospita de Seyfi, però s'adona que és ella i trenca amb Selim. Ahmet i Seyfi participen en marxes de manifestació. Un dia, Lütfü Usta veu una foto al diari de Selim i la seva exnòvia lluitant a la manifestació. Ell creu que no és tan valent com la noia. Hauria de deixar la mansió o quedar-se? Es manté atrapat en aquest dilema.

## Repartiment
| Actor            | Personatge   |
| ---------------- | ------------ |
| Şener Şen        | Mestre Lütfü |
| Nilüfer Açıkalın | Noia jove    |
| Gokhan Mete      | Ahmet        |
| Okday Korunan    | Selim        |
| Osman Görgen     | Seyfi        |